# Luis de la Maza
Luis Pablo de la Maza Arredondo (La Habana, Cuba, 1828–Finca “Rabo de Zorra”, Güines, Cuba, 16 de marzo de 1870), fue un militar cubano del siglo XIX. 

## Síntesis biográfica
Luis Pablo de la Maza Arredondo nació en La Habana, Cuba, en una fecha indeterminada del año 1828. 
El 10 de octubre de 1868 estalló la Guerra de los Diez Años (1868-1878), primera guerra por la independencia de Cuba. 
De la Maza fungía como escribano público en la ciudad de Cienfuegos, Las Villas, en la época que estalló la guerra. Los villareños de alzaron en armas en febrero de 1869 y Luis de la Maza se unió a ellos el día 7 de ese mes. Tiempo después, fue nombrado Coronel del Ejército Libertador de Cuba. 
Apenas un año más tarde, en febrero de 1870, el Mayor general cienfueguero Federico Fernández Cavada ideó un plan para invadir el Occidente del país, que todavía no se encontraba en guerra.
Si bien es cierto que Carlos García Sosa y sus seguidores se hallaban en pie de guerra desde 1868 en esa región, tampoco había un estado de insurrección generalizada en Occidente como ocurría en el Centro y el Oriente de la isla. 
El General Fernández Cavada decidió nombrar al Coronel Luis de la Maza como jefe del “Contingente Invasor” de unos 150 hombres bien armados. 
Partieron de su región a fines de febrero y se internaron en la Ciénaga de Zapata a inicios de marzo, sosteniendo el primer combate con el enemigo el día 4 de ese mes. El objetivo era avanzar por el Occidente del país hasta hacer contacto con las fuerzas de Carlos García Sosa, para unirse y extender la guerra a esa región. 
El “Contingente Invasor” avanzó con mucha dificultad, durante varios días, bajo una fuerte persecución enemiga, a veces combatiendo varias veces al día. En esas condiciones, entre muertos, heridos, desertores o tropas dispersadas, el Coronel De la Maza quedó con apenas una decena de hombres hacia mediados del mes. 
Se detuvieron a descansar en la Finca “Rabo de Zorra”, en el municipio Güines, en la noche del 15 al 16 de marzo, pero fueron delatados por un campesino canario de la zona. Apresados por fuerzas enemigas, fueron fusilados en la madrugada del 16 de marzo de 1870.